# Мохаммед Рабіу
Мохаммед Рабіу (англ. Mohammed Rabiu, нар. 31 грудня 1989, Аккра) — ганський футболіст, колишній півзахисник національної збірної Гани.

## Клубна кар'єра
Народився 31 грудня 1989 року в місті Аккра. Вихованець футбольної школи клубу «Ліберті Профешиналс».
У дорослому футболі дебютував 2008 року виступами на умовах оренди за іспанський «Хімнастік». Протягом наступних двох років, також як орендований гравець, грав в Іспанії за «Херес» та в Італії за «Сампдорію». У жодній з цих команд за основні команди практично не грав.
Протягом частини 2010 року перебував у розпорядженні італійського «Удінезе», у складі основної команди якого також не заграв. Натомість того ж року був відданий в оренду до французького «Евіана», у складі якого нарешті почав регулярно виходити на футбольне поле в офіційних матчах. 28 червня 2011 року французький клуб викупив права на ганця, уклавши з ним п'ятирічний контракт.
15 серпня 2013 року новим клубом гравця стала краснодарська «Кубань», трансфер до якої обійшовся клубу у три мільйони євро.

## Виступи за збірні
2009 року залучався до складу молодіжної збірної Гани. На молодіжному рівні зіграв у 6 офіційних матчах, забив 1 гол.
2011 року дебютував в офіційних матчах у складі національної збірної Гани. Наразі провів у формі головної команди країни 14 матчів.
У складі збірної був учасником Кубка африканських націй 2013 року у ПАР.
У травні 2014 року був включений до заявки збірної для участі у фінальній частині чемпіонату світу 2014.

## Титули і досягнення
- Чемпіон світу (U-20): 2009
- Срібний призер Кубка африканських націй: 2015